# 滨江银泰

滨江银泰东区

滨江银泰是位于杭州市滨江区的一家银泰百货商场，分A（西区南）、B（西区北）、C（东区北）、D（东区南）四个区域，2022年6月30日开业。这是银泰百货在杭州开的第12家门店。

## 简介
商场占地13.1万平米，设有4大场馆，4000余个停车位，有超过350家品牌入驻。其中超过一半品牌是围绕“生活美学”体验的品牌，如Lamer、毛戈平、蔻依、GUCCI Beauty、兰蔻、雅诗兰黛、POLA、碧欧泉、植村秀、YSL、CPB、NARS、AHAVA、资生堂、雪花秀等美妆品牌。美食品牌包括小猪佩奇欢乐餐厅、卿庭等全国首店，盒马鲜生PLUS店、牛new寿喜烧、牛小新、南梦外印尼菜等多个浙江首店，楼兰等十余个杭州首店及蔡嘉法式甜点、Wagas、皮爷咖啡等滨江首进。还有高级定制女装品牌LRKS线下首店、城市滑雪全国首店云上草原、网红娃娃屋的最新升级版瑭佶科德、李宁杭州首家旗舰店，以及面积4000平米的博纳院线影城、Meland儿童游乐、星际传奇等大型设施。

## 图集
- 滨江银泰A区入口
- 滨江银泰B区
- 滨江银泰C区入口
- 滨江银泰D区入口
- 博纳影城
- 各区分布图
- A、B区的商家名录
- 商场内部